# Morville-sur-Andelle
Morville-sur-Andelle är en kommun i departementet Seine-Maritime i regionen Normandie i norra Frankrike. Kommunen ligger i kantonen Argueil som tillhör arrondissementet Dieppe. År 2022 hade Morville-sur-Andelle 293 invånare.

## Befolkningsutveckling
Antalet invånare i kommunen Morville-sur-Andelle
| Referens: INSEE |